# Simpsonichthys picturatus
Simpsonichthys picturatus är en fiskart som beskrevs av Costa 2000. Simpsonichthys picturatus ingår i släktet Simpsonichthys och familjen Rivulidae. IUCN kategoriserar arten globalt som sårbar. Inga underarter finns listade i Catalogue of Life.